# パータン

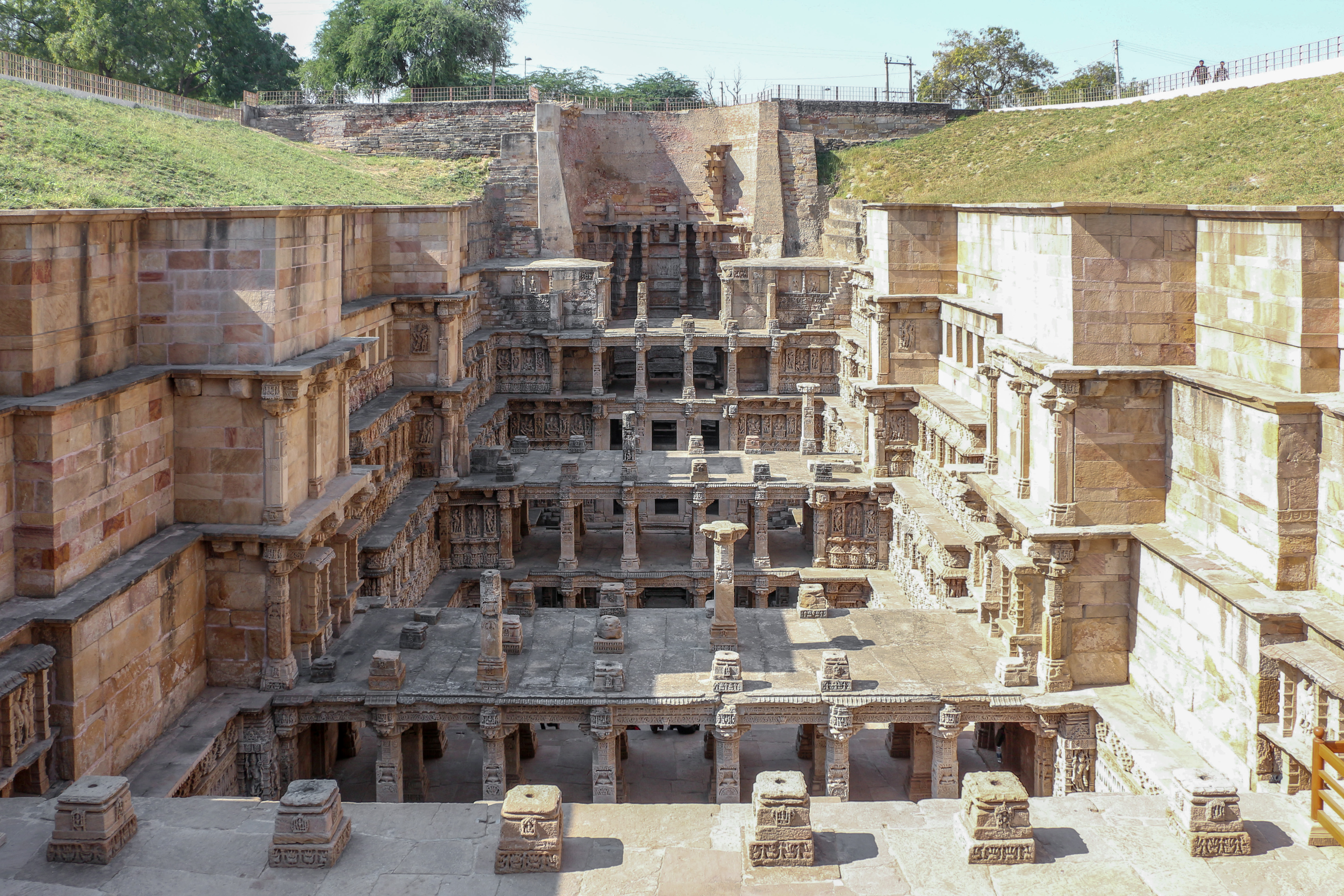
ラーニー・キ・ヴァーヴ

パータン（英語：Patan）は、インドのグジャラート州、パータン県の都市。

## 歴史
745年、ヴァンラージ・チャーヴダーによって建設される。
11世紀、ビーマデーヴァ1世の治世を偲んでラーニー・キ・ヴァーヴが建設された。
1200年から1210年にかけて、クトゥブッディーン・アイバクによって略奪をうける。
1411年、アフマド・シャー1世によってアフマダーバードに遷都される。